# Cheirolophus falcisectus
Cheirolophus falcisectus és una espècie de planta que pertany a la família de les asteràcies també conegudes com a compostes. Conegut com a "cabezón de la Aldea". La planta té valor ornamental degut a la vistositat de les seves flors de color porpra i una mica oloroses. Les flors apareixen entre juny i juliol i fructifica a l'agost i setembre. Es reprodueix per llavors. En el Jardín Botánico Viera y Clavijo es cultiva de forma normal i allà, les seves llavors alimenten a les caderneres (Carduelis carduelis). El nom genèric Cheirolophus procedeix del grec cheir que significa mà, i de lopho que significa floc, al·ludint als pèls que surten del fruit. El nom específic falcisectus és un epítet morfològic que fa referència a la forma de falç les fulles.
Cheirolophus falcisectus és un arbust d'uns 1,5 metres d'alçada. Les fulles són molt variables que poden anar de subenteres a pinnatisectes amb segments encorbats. Les bràctees involucrals amb apèndix molt gran, fimbriat, de color marró-porpre. És endèmica de la Reserva Natural Integral de Güi Güi, a Gran Canaria. Localitzat a la zona sud-oest de l'illa, en concret al massís de Cedro-Horgazales. És l'única població coneguda, al voltant d'un centenar d'exemplars i es troba en penya-segats ombrívols a uns 600 msnm. El massís del Cedro-Hogarzales és a l'interior de la Reserva Natural Integral de Güi-Güí (els vilatans el coneixen com Guguy), entre La Aldea de San Nicolás y Veneguera, dins d'una àrea de protecció major com és el Parque Rural del Nublo.